# 21. september
21. september je 264. dan leta (265. v prestopnih letih) v gregorijanskem koledarju. Ostaja še 101 dan.

## Dogodki
- 1843 – s pričetkom gradnje utrdbe Fuerte Bulnes si Čile prisvoji Magellanov preliv
- 1905 – v Šentvidu je odprt Zavod sv. Stanislava
- 1914 – kapitulacija nemške kolonije Nove Gvineje in Bismarckovega otočja
- 1949:
  - na Kitajskem ustanovljena Centralna narodna vlada pod vodstvom Maa Cetunga
  - z združitvijo ameriške, britanske in francoske okupacijske cone nastane Zvezna republika Nemčija
- 1956 – v Nikaragvi izveden atentat na Anastasia Somozo
- 1972 – Ferdinand Marcos razglasi izredno stanje na Filipinih
- 1973 – John Ronald Reuel Tolkien izda knjigo Hobit ali Tja in spet nazaj
- 1991 – v Armeniji izvedejo referendum o neodvisnosti
- 1993 – Boris Jelcin razpusti ruski parlament
- 1999 – potres na Tajvanu zahteva 2.100 smrtnih žrtev
- 2013 – v napadu somalijske milice Al Šababa na nakupovalno središče v Nairobiju umre 67 ljudi, več kot 200 je ranjenih

## Rojstva
- 1051 – Berta Savojska, nemška kraljica, žena Henrika IV. († 1087)
- 1371 – Friderik I., brandenburški volilni knez, nürnberški mestni grof (VI.) († 1440)
- 1415 – Friderik III., nemški cesar († 1493)
- 1452 – Girolamo Savonarola, italijanski (florentinski) pridigar († 1498)
- 1559 – Ludovico Cardi da Cigoli, italijanski slikar, arhitekt, pesnik († 1613)
- 1622 – Jamaga Soko, japonski konfucijanski filozof († 1685)
- 1756 – John McAdam, škotski inženir, gradbenik († 1836)
- 1840 – Murat V., sultan Osmanskega cesarstva († 1904)
- 1842 – Abdul Hamid II., sultan Osmanskega cesarstva († 1918)
- 1846
  - Svetozar Marković, srbski pisatelj, politik († 1875)
  - Mihael Kološa, slovenski kmet in pisatelj na Ogrskem († 1906)
- 1853 – Heike Kamerlingh Onnes, nizozemski fizik, nobelovec 1913 († 1926)
- 1866
  - Herbert George Wells, angleški pisatelj († 1946)
  - Charles Jules Henri Nicolle, francoski zdravnik, mikrobiolog, nobelovec 1928 († 1936)
- 1874 – Gustav Holst, britanski skladatelj († 1934)
- 1878 – Franc Kimovec, slovenski skladatelj († 1964)
- 1895 – Juan de la Cierva, španski letalski inženir († 1936)
- 1906 – Lojze Zupanc, slovenski pisatelj († 1973)
- 1907 – sir Edward Crisp Bullard, angleški geofizik († 1980)
- 1909 – Kwame Nkrumah, ganski politik († 1972)
- 1912 – Chuck Jones, ameriški animator, umetnik, scenarist, producent in režiser animiranega filma († 2002)
- 1918 – Rand Brooks, ameriški filmski igralec († 2003)
- 1926 – Donald Arthur Glaser, ameriški fizik, nevrobiolog, nobelovec 1960 († 2013)
- 1934 – Leonard Cohen, kanadski pevec, tekstopisec, pisatelj, pesnik († 2016)
- 1947 – Stephen Edwin King, ameriški pisatelj
- 1951 – Aslan Alijevič Mashadov, čečenski voditelj († 2005)
- 1959 – Crin Antonescu, romunski politik
- 1965 – Frédéric Beigbeder, francoski pisatelj
- 1966 – Kerrin Lee-Gartner, kanadska alpska smučarka
- 1972 – Liam Gallagher, angleški pevec
- 1998 – Tadej Pogačar, slovenski cestni kolesar

## Smrti
- 19 pr. n. št. – Vergilij, rimski pesnik (* 70 pr. n. št.)
- 1026 – Oton-Viljem, burgundski grof (* 958)
- 1109 – Svatopluk Olomuški, češki vojvoda (* okoli 1080)
- 1217
  - Lembitu iz Lehole, estonski poganski vojskovodja
  - Kaupo iz Troaidaja, livonijski krščanski vojskovodja
- 1235 – Andrej II., ogrski kralj (* 1177)
- 1317 – Viola Elizabeta Tešinska, poljska princesa, madžarska, češka in poljska kraljica (* 1291)
- 1327 – Edvard II., angleški kralj (* 1284)
- 1337 – Ivan I., grof Habsburg-Laufenburga (* 1297)
- 1397 – Richard FitzAlan, angleški plemič, 11. grof Arundel (* 1346)
- 1576 – Gerolamo Cardano, italijanski matematik, astronom, zdravnik, filozof, fizik, astrolog, kockar (* 1501)
- 1643 – Hong Tajdži, prvi cesar dinastije Čing (* 1592)
- 1832 – sir Walter Scott, škotski pisatelj (* 1771)
- 1860 – Arthur Schopenhauer, nemški filozof (* 1788)
- 1866 – Karl Ludwig Hencke, nemški astronom (* 1793)
- 1905 – Rudolf Baumbach, nemški pesnik (* 1840)
- 1921 – Eugen Karl Dühring, nemški filozof, ekonomist, socialist, kritik marksizma (* 1833)
- 1950 – Edward Arthur Milne, angleški astrofizik, matematik, kozmolog (* 1896)
- 1954 – Kokiči Mikimoto, japonski pridelovalec biserov (* 1858)
- 1957 – Haakon VII., norveški kralj (* 1872)
- 1974 – Sigurður Jóhannesson Nordal, islandski jezikoslovec, kritik, pisatelj (* 1886)
- 1998 – Florence Griffith-Joyner, ameriška atletinja (* 1959)

## Prazniki in obredi
- Armenija – dan neodvisnosti
- Mednarodni dan miru